# Прапор Ірландії
Прапор Ірландії (ірл. bratach na hÉireann) складається з трьох смуг — зеленої, білої й помаранчевої — в послідовності зліва направо. Уперше прапор був використаний у Парижі в 1848. Зелений колір символізує Ірландію, яку часто називають «зеленим островом», та католицтво, помаранчевий — протестантизм, білий колір втілює мир між ними. Цей колір протестантів походить від Вільгельма Оранського, ватажка протестантів на Британських островах.

## Історія створення і прийняття стяга

Триколор Ньюфаундленда — прототип прапора Ірландії

Уперше прапор був представлений ірландським націоналістом і революціонером Томасом Френсісом Меґера в Парижі у 1848 році. Меґер був вихідцем з Ньюфаундленду, і традиційно вважається, що прапор був ним виконаний за мотивами триколора Ньюфаундленду і Лабрадору, створеного п'ятьма роками раніше, проте й існує також версія походження прапора від прапора Франції.
Перше використання триколора як національного прапора відбулося в 1916 році під час Великоднього повстання, коли він був піднятий над Дублінським поштамтом і на ньому виднілися слова «Irish Republic». До цього триколор не був дуже популярним, поступаючись прапору Лейнстера (золота арфа на зеленому полі), який вважався символом ірландських націоналістів і був неофіційним прапором Ірландії до 1922 року.

Стяг Лейнстера

Під час Громадянської війни в 1919—1921 роках трикольор був прапором республіканців, а з 1921 року прапор був прийнятий як символ Ірландської Вільної держави. 1937 року була прийнята конституція Ірландської Республіки.

## Конструкція прапора
|                     |
| Конструкція прапора |

## Кольорова схема
| Схема  | Зелений    | Білий       | Помаранчевий |
| ------ | ---------- | ----------- | ------------ |
| Пантон | 347        | Safe        | 151          |
| RGB    | 0-154-99   | 255-255-255 | 255-130-61   |
| Hex    | #009A63    | #FFFFFF     | #FF823D      |
| CMYK   | 100-0-86-3 | 0-0-0-0     | 0-48-95-0    |